# I'mperfect (álbum)
I'mperfect es el quinto álbum de estudio de estudio de la banda de rock japonesa Ling Tosite Sigure. Su lanzamiento se produjo el 10 de abril de 2013 bajo la distribución de Sony Music Japan.

## Canciones
Todas las canciones son escritas por TK.

| N.º   | Título                         | Duración |  |
| 1.    | «Beautiful Circus»             | 3:17     |  |
| 2.    | «abnormalize»                  | 3:37     |  |
| 3.    | «Metamorphose»                 | 3:27     |  |
| 4.    | «Filmsick Mystery»             | 3:44     |  |
| 5.    | «Sitai miss me»                | 4:01     |  |
| 6.    | «make up syndrome (album mix)» | 4:03     |  |
| 7.    | «MONSTER»                      | 3:41     |  |
| 8.    | «Kimi Tooku ( キミトオク)»     | 4:55     |  |
| 9.    | «Missing Ling»                 | 6:55     |  |
| 37:39 |                                |          |  |